# Ахмед-хан, уцмій Кайтазький
Ахмед-хан III (*д/н — 1747) — уцмій Кайтазький з 1708 до 1747 року, один з очільників боротьби проти володарювання Персії в Дагестані та Азербайджані у 1708—1721 та 1735—1743 роках.

## Життєпис
Син уцмія Уллубія I, що недовго володарював в період боротьби за трон Кайтагу у 2-й пол. 1650-х років. Про молоді роки та навчання майбутнього володаря Кайтазького немає відомостей. Ще за життя свого батька у 1707 році підтримав повстання против панування Персії на Кавказі. Після нетривалого володарювання Ахмед-хан II помер у 1708 році. Новим уцмієм став Ахмед-хан III. Приєднався до повстання на чолі із Хаджі-Даудом, яке було придушено 1709 року. Підкорився Персії, за що 1711 року отримав визнання уцмієм та збільшення платня до 200 туманів.
1720 року він знову підтвердив союз з іншими лідерами антиперського повстання — Хаджи-Даудом Мюшкюрськимм і Сурхаєм I, ханом Газікумухським, уцмій домігся ліквідації перського панування в Азербайджані та південному Дагестані. 1720 року було зайнято  Шабран і Дербент. У 1721 році разом з газікумухцями було захоплено Шемаху й увесь Ширван. Це сильно підійняло престиж і авторитет Кайтазького уцмійства не лише в Дагестані, але і в північному Азербайджані.
Після цього уцмій Ахмед-хан став уважно стежив за ходом підготовки та початку перського походу російського імператора Петра I, намагаючись використовувати ситуацію з максимальною вигодою для своєї держави. Обіцяючи допомогу росіянам, спровокував напад свого васала султана утемишського на російські війська, проте без успіху. Однак при зворотному шляху росіян з Дербента сам організовував напади на них і залишені гарнізони. У відповідь російські загони сплюндрували низьку аулів Нижнього Кайтага. Тоді спровокував війну Аділь-Герея, шамхала Тарковського та вільної громади (джамаата) Акушо проти росіян. В результаті поразки акушинців та тарковців розширив свій вплив на східний Дагестан. Діючи такими методами, спритно використовуючи момент, уцмій Ахмед-хан значно розширив кордони своїх володінь та підійняв свій статус.
Разом з тим не бажав вступати у відкритий конфлікт з Російською імперією. У 1725 році формально визнав себе залежним від Санкт-Петербургу. За активного посередництва уцмія Ахмед-хана російське підданство також прийняв один з сильних і впливових правителів Дагестану — Умма-хан Аварський. Разом з останнім вони виступали проти османського союзника Сурхай-хана I, хана Газікумухського.
Рештський договір 1732 року, за умовами якого Росія поступалася Персії землями південніше Кури до Астрабада, Керманшахський договір того ж року, за яким шах Тахмасп II поступався Османській імперії усім Кавказом, змінили стосунки Кайтазького уцмійства з провідним державами-сусідами. Уцмій переходить на бік Кримського ханства, війська якого увійшли до Азербайджану. Разом з кримськотатарським військом армія кайтазців виступила проти російських залог у Дагестані. За цю звитягу отримав від османського султана титул трибунчужного паші.
У 1735 році підтримав рух, спрямований проти Надір-Шаха, володаря Персії, проте не зміг тривало протистояти загарбникам — землі уцмійства були сплюндровані перськими військами.
Навесні 1736 року разом з Сурхай-ханом Газікумухським атакував Шемаху. Місцеве населення їх прийняло як визволителів. Сурхай-хан був оголошений ханом Шемахи, а уцмій Ахмед-хан — ханом Дербента. Повсталі дербентці вбили ставленика Надір-Шаха — Мехті-Кулі-хана — та обрали Ахмед-хана. У 1738 році останній відправив 20 тис. війська на допомогу повсталим джарців. Зрештою кайтазьке військо Ахмед-хана III брало участь у переможній кампаній, в результаті якої перські війська на чолі з Ібрагім-ханом зазнали нищівної поразки.
У 1741 році проти дагестанських володарів виступив Надір-Шах із 150-тисячним військом. Після поразки союзника уцмія — Сурхай-хана I газікумухського — Ахмед-хан III опинився у складному становищі. Зрештою він зазнав поразки від 24-тисячного війська на чолі із Люфт-Алі-ханом. Тому уцмій вимушений був визнати зверхність Персії. Проте вже після поразки персів в Андалалській битві уцмій перейшов набік свого зятя Ахмад-хана, володаря Мехтулінського. Разом з останнім влаштував засідку у Капкайській ущелині для відступаючих військ Надір-Шаха, біля аула Башликент (у долині річки Башличай) перси були повністю розгромлені. У підсумку до Дербента дісталися не більше 100 вояків. Переможці захопили багато цінних речей, а також увесь обоз шаха, його намет і частину гарему. Після цього Ахмед-хан III раптово атакован тарки, де захопив Хасболата, шамхала Тарковського, звинувативши того у змові з Персією.
У 1745 році в Дербенті почалося повстання, на допомогу якому вирушив уцмій Кайтазький. Перський намісник Гані-хан залишив Дербент, відступивши до Шабрану. Тут він був розбитий військом Ахмед-хана III. Проте того ж року проти Дагестану знову вийшов Надір-Шах, проте йому протидіяла коаліція натхненником були Ахмед-хан III Кайтазький, Ахмад-хан II Мехтулінський та Мухаммед-хан Газікумухський. В результаті перси залишив дагестанські землі. У 1747 році Ахмед-хан III зайняв Дербент. В його плана було розширення своїх володінь на південь, але того ж року раптово помер. Владу успадкував його онук Амір-Гамза II.